# François Boulet
Pour les articles homonymes, voir Boulet.
François Boulet, né le 10 février 1965 à Moissac, est un historien français. Ses travaux portent sur la Résistance en montagne, notamment en Haute-Loire et dans les Alpes, l'histoire du protestantisme et l'histoire de l'Île-de-France. Fondateur de la Fédération des sociétés historiques et archéologiques des Yvelines, il est professeur d'histoire au lycée international de Saint-Germain-en-Laye.

## Biographie
Né à Moissac en Tarn-et-Garonne, François Boulet étudie en classes préparatoires à Toulouse et à Versailles. Il est agrégé d'histoire en 1993, puis docteur en histoire en 1997,. Il enseigne l'histoire et la géographie à Saint-Germain-en-Laye, d'abord au collège des Hauts Grillets (1989-2001), puis au lycée Jean-Baptiste Poquelin de 2001 à 2010, enfin depuis 2010 au lycée international.
François Boulet préside l'association des Amis du Vieux Saint-Germain de 2000 à 2009, puis devient président d'honneur de cette société. Il fédère en 2006 toutes les sociétés d'histoire du département des Yvelines en fondant la Fédération des Sociétés historiques et archéologiques des Yvelines.
Sa thèse de doctorat s'intitule Les montagnes françaises 1940-1944 : des montagnes-refuges aux montagnes-maquis. Dans cet essai d'histoire géographique , il caractérise le milieu âpre de la montagne française, avant-garde de la nation occupée. Ses recherches portent notamment sur la Montagne-refuge du Chambon-sur-Lignon et des communes avoisinantes, entre Haute-Loire et Ardèche, mais aussi sur l'ensemble du département de la Haute-Loire comme sur les Alpes du Nord. Des articles précisent sa réflexion historique sur les refuges de l'arrière-pays français sous l'Occupation allemande : Moissac, le Haut-Limousin, Mens et Tréminis dans le Trièves (Isère), La Tronche près de Grenoble, refuges pour les Juifs et les réfractaires au Service du travail obligatoire (STO) ; la présence des premiers maquis, à travers une recherche sur l'opinion publique décrite en partie par les rapports des gendarmes et des préfets.
Ses travaux sur ces sujets sont cités et exploités dans les ouvrages ultérieurs, et font parfois l'objet de longues recensions.
François Boulet travaille également sur l'histoire locale des Yvelines et de Moissac, l'écriture de Charles de Gaulle à travers les archives, les protestants français, et la famille ancestrale des Habsbourg (jusqu'à Otto de Habsbourg). Il a dirigé les colloques internationaux de 1999 et 2005 au château de Saint-Germain-en-Laye sur les traités de paix (1919-1920), et celui de 2012 au château de Versailles sur les Habsbourg. Il a écrit deux ouvrages sur la relation entre de Gaulle et Eisenhower, et il travaille sur la vie de Georges Pompidou.

## Publications

### Ouvrages
- Les montagnes françaises 1940-1944 : des montagnes-refuges aux montagnes-maquis, thèse de doctorat soutenue en 1997, Villeneuve d'Ascq, Presses universitaires du Septentrion, 1999, 2 tomes, 716 p.
- L'état d'esprit en Haute-Loire 1940-1944 : des refuges aux maquis, Le Puy-en-Velay, Cahiers de la Haute-Loire, 2003, 498 p.
- Leçon d'histoire de France. Saint-Germain-en-Laye, des Antiquités nationales à une ville internationale, Paris, Les Presses franciliennes, 2006, 576 p.
- Histoire de la Montagne-refuge. Aux limites de la Haute-Loire et de l'Ardèche, la Montagne de la Réforme protestante à la Seconde Guerre mondiale, Polignac, Éditions du Roure, 2008, 416 p.
- Les Alpes françaises 1940-1944 : des montagnes-refuges aux montagnes-maquis, Paris, Les Presses franciliennes, 2008, 509 p.
- Histoire des Yvelines. L'esprit des lieux et des siècles dans l'Ouest parisien, Saint-Germain-en-Laye, Les Presses franciliennes, 2011, 304 p.
- Histoire des protestants à Paris et en Île-de-France, Carrières-sous-Poissy, La Cause, 2013, 338 p. (réédition)
- Histoire du Lycée international de Saint-Germain-en-Laye, Saint-Germain-en-Laye, Les Presses franciliennes, 2013, 228 p.
- Refuge et Résistance. La Tronche 1939-1945, Éditions Ampelos, 2016, 162 p.
- Moissac 1939-1945. Résistants, Justes et Juifs, Éditions Ampelos, 2016, 160 p.
- Otto de Habsbourg, 1912-2011, Gérard Louis éditeur, 2017, 262 p.
- Petite histoire de Moissac, Pau, Cairn éditions, 2017, 174 p.
- You are a man ! L'étonnante amitié entre de Gaulle et Eisenhower, Éditions Ampelos, 2018, iv-153 p.
- Les maquis de Tréminis. Une autre « Saint-Barthélemy des patriotes », Éditions Ampelos, 2021, 128 p.
- René Gosse. L’âme de la Résistance, Grenoble, Musée de la Résistance et de la Déportation de l’Isère, 2021, 80 p.
- De Gaulle et Eisenhower. Anthologie, Rambouillet, SHARY, 2022, 258 p. [Société Historique et Archéologique de Rambouillet et de l'Yveline, Mémoires et Documents, Hors Série]
- Marc Boegner. Un pasteur hors du commun, Le Poët-Laval, Musée du Protestantisme Dauphinois, 2024, 73 p.
- La Crue du Tarn. Moissac-1930, Pau, Cairn, coll. « La Petite Histoire », 2025, 112 p.

### Direction d'ouvrages
- Les Traités de Paix 1919-1920 et l'Europe au XXe siècle (introduction d'Otto de Habsbourg), Paris, Les Presses Franciliennes, 2007, 343 p.
- (co-dir.) Protestants en Dauphiné, 500 ans d'histoire (XVIe – XXIe siècle), avec Olivier Cogne & Stéphane Gal, Presses universitaires de Grenoble, 2017, 147 p.

### Préfaces
- Jacqueline Fleury-Marié, Une famille du refus mais toujours l'espérance, chez l'auteur, 2013.
- Jean-François Zorn, Une école qui fait date. L'école préparatoire de théologie protestante (1846-1990), Éditions Olivétan, 2013.

### Articles récents
- « Les préfets du département-refuge de la Haute-Loire, 1939-1945 », Cahiers de la Haute-Loire, Le Puy-en-Velay, 2004.
- « Les faux maquis en Haute-Loire (1943-1944) », Cahiers de la Haute-Loire, Le Puy-en-Velay,‎ 2007
- Avec Hajnalka Boulet : « Les origines hongroises de la famille Sarkozy », Bulletin des Amis du Vieux Saint-Germain, n° 46, 2009, p. 17–45.
- « Les protestants français dans l'entourage du général de Gaulle (1940-1945) », Bulletin de l'Histoire du Protestantisme Français, tome 157, printemps 2011, p. 227–289.
- « La révolte des Hongrois en 1956 et leur arrivée en Seine-et-Oise », Paris et Ile-de-France. Mémoires, tome 62, 2011, p. 109–170.
- « Hommage à Otto de Habsbourg (1912-2011) », Revue du Vieux Marly, 2013, p. 78–100.
- « Les emblèmes royaux à Saint-Germain-en-Laye : du berceau de Louis XIV à la fleur de lys du PSG », Histoire des Yvelines, 2014, p. 97–103.
- « La correspondance de Charles de Gaulle », Espoir (revue de la Fondation Charles de Gaulle), n° 183, printemps 2016, p. 9-40.
- « Le Chambon-sur-Lignon, Dieulefit, Moissac : trois pays-refuges à comparer (1940-1944) », in Cahiers de la Haute-Loire, Le Puy-en-Velay, 2019, 21 p.
- « Taizé, les protestants français et Marc Boegner (1940-1970) », Revue d'histoire du protestantisme, tome 5, octobre-décembre 2020, p. 653-687.
- « Les Pompidou et Orvilliers ou presque un autre Colombey-les-Deux-Églises », Histoire des Yvelines, n° 9, 2022, p. 223-232.
- « De Gaulle, le Mont-Mouchet et la Haute-Loire (5 et 6 juin 1959) », Cahiers de la Haute-Loire, Le Puy-en-Velay,‎ 2023 (visite officielle de Charles de Gaulle au mont Mouchet en tant que président de la toute jeune Cinquième République[9].